# Феджету-де-Жос
Феджету-де-Жос (рум. Făgetu de Jos) — село у повіті Алба в Румунії. Входить до складу комуни Пояна-Вадулуй.
Село розташоване на відстані 331 км на північний захід від Бухареста, 63 км на північний захід від Алба-Юлії, 67 км на південний захід від Клуж-Напоки, 147 км на північний схід від Тімішоари.

## Населення
За даними перепису населення 2002 року у селі проживали 95 осіб, усі — румуни. Усі жителі села рідною мовою назвали румунську.